# Tersløse
Tersløse er en by i Vestsjælland med 235 indbyggere  (2024). Tersløse ligger 3 km S for Dianalund, 4 km V for Munke Bjergby og 12 km NV for Sorø.
Byen hører til Sorø Kommune og er beliggende i Tersløse Sogn. Tersløse Kirke ligger i byen.